# Ilza Nogueira
Ilza Nogueira, née le 25 décembre 1948, est une compositrice, enseignante et musicologue brésilienne.

## Biographie
Ilza Nogueira naît en 1948 à Salvador, dans l’État de Bahia,. Elle étudie la composition sous la direction d'Ernst Widmer à l'École de musique et des arts du spectacle de l'Université fédérale de Bahia. Après avoir obtenu son diplôme en 1972, elle obtient une bourse de l'Office allemand d'échanges universitaires (DAAD) et poursuit ses études de composition à l'Académie de musique de Cologne, entre 1974 et 1977, avec Mauricio Kagel. Elle obtient également une maîtrise en 1983 et un doctorat (en philosophie)en 1985 à l'Université d'État de New York à Buffalo, aux États-Unis, où elle étudie avec Lejaren Hiller et Morton Feldman.
Après avoir terminé ses études, elle exerce comme professeur de musique à l'Université fédérale de Paraíba où elle prend sa retraite en 1998. En novembre 2014, Ilza Nogueira est élue présidente de l'Académie brésilienne de théorie et d'analyse musicale - TeM.

## Œuvre
Nogueira Ilza a fait appel dès ses premières compositions aux techniques électroacoustiques et s’est tourné, à partir des années 1980 vers le sérialisme. La majorité de ses compositions relèvent de la musique de chambre avec une prédilection pour les formations mixtes avec voix. Ses œuvres ont été incluses dans toutes les manifestations reconnues de musique contemporaine au Brésil, telles que la Biennale de musique brésilienne contemporaine, les Rencontres de compositeurs et interprètes latino-américains, les Rencontres internationales de compositrices, et le Festival Virtuosi. C’est une chercheuse importante au sein du Conseil national pour le développement scientifique et technologique (CNPq) et un membre de l'Académie brésilienne de musique (titulaire de la chaire n° 27), . En tant que musicologue, Nogueira a écrit des livres, des articles et des critiques sur la musique contemporaine, en se concentrant sur les compositeurs bahianais.